# Partido Comunista de Gran Bretaña
El Partido Comunista de Gran Bretaña (CPGB) fue un partido comunista británico, el mayoritario de esa tendencia en la historia de Gran Bretaña, aunque nunca se convirtió en un partido de masas como en los casos de Francia o Italia. Existió entre 1920 y 1991.
Fundado en 1920 por la unificación de varios partidos marxistas más pequeños, obtuvo el apoyo de muchas organizaciones socialistas y comités obreros durante el periodo posterior a la Primera Guerra Mundial y la Revolución de Octubre. Muchos mineros se unieron al partido a lo largo de los años 1926 y 1927 tras la huelga general de 1926. En 1945 dos miembros del Partido Comunista obtuvieron sendos escaños en las elecciones generales de 1945. Entre 1945 y 1956 el partido estuvo en la cúspide de su influencia. Experimentó sus mayores pérdidas de militancia tras la Revolución húngara de 1956. Tras la disolución de la Unión Soviética en 1991, la dirección eurocomunista del partido decidió disolverlo, estableciendo el think tank Izquierda Democrática. La fracción anti-eurocomunista se había escindido en 1988 dando lugar al Partido Comunista Británico (CPB).

## Historia

### Formación
El Partido Comunista de Gran Bretaña fue fundado en 1920 después de que la Tercera Internacional decidiera que había que realizar mayores intentos para establecer partidos comunistas a lo largo del mundo. El CPGB fue formado mediante la fusión de diversos partidos marxistas menores, incluyendo al Partido Socialista Británico, al Grupo de Unidad Comunista del Partido Laborista Socialista y a la Sociedad Socialista de Gales del Sur. Además obtuvo el apoyo de la fracción Comunistas Corporativos de la Liga Nacional Corporativa, vertebrando comités de empresa, clubs socialistas e individuos y muchos otros exmiembros de la campaña Hands Off Russia. Algunas agrupaciones locales y muchos militantes individuales del Partido Laborista Independiente también se afiliaron. Como miembro del Partido Socialista Británico, el diputado Cecil L’Estrange Malone pasó a formar parte del CPGB. 
En enero de 1921, el CPGB se refundó, después de que los grupos mayoritarios del Partido Comunista (Sección Británica de la Tercera Internacional) de Sylvia Pankhurst y del escocés Partido Laborista Comunista acordaran la unidad. El partido se benefició de un periodo de creciente radicalismo político en Gran Bretaña justo después de la Primera Guerra Mundial y la Revolución de Octubre en Rusia, y también se vio representado por el movimiento Red Clydeside.
Durante las negociaciones que llevaron a la creación del partido se debatieron intensamente cierto número de temas. Entre los más polémicos estuvieron las cuestiones del "parlamentarismo" y la actitud del Partido Comunista hacia el Partido Laborista. Por "parlamentarismo" se entendía la estrategia de presentarse a las elecciones y trabajar a través de los parlamentos existentes. Era una estrategia asociada a los partidos de la Segunda Internacional y en parte por esta razón recibió la oposición de aquellos que querían romper con la socialdemocracia. Los críticos afirmaban que el parlamentarismo había causado que los viejos partidos se consagrasen al reformismo debido a haberles estimulado a dar más importancia a ganar votos que a trabajar por el socialismo, lo que atraía a oportunistas y arribistas hacia las filas del movimiento, constituyendo una aceptación de la legitimidad de las instituciones de gobierno del capitalismo existentes. En líneas similares, se oponían a la afiliación al Partido Laborista sobre la base de que los comunistas no deberían trabajar con partidos socialdemócratas "reformistas". Estas posiciones del comunismo de izquierda disfrutaron de un considerable apoyo, siendo respaldadas por Sylvia Pankhurst y Willie Gallacher, entre otros. Sin embargo, el Partido Comunista Ruso (Bolchevique) asumió una posición opuesta. En 1920, Vladimir Lenin defendió en su ensayo "La enfermedad infantil del izquierdismo en el comunismo" que los PCs debían trabajar con sindicatos y partidos socialdemócratas reformistas porque eran las organizaciones existentes de la clase obrera. Lenin argumentaba que si tales organizaciones ganaban poder, demostrarían que no estaban realmente del lado de la clase trabajadora, por lo que los trabajadores se desilusionarían y girarían para apoyar al Partido Comunista. Finalmente, la opinión de Lenin prevaleció. 
Inicialmente, por lo tanto, el CPGB intentó trabajar dentro del Partido Laborista, que en aquella época operaba principalmente como una federación de organismos de izquierdas, permitiendo la afiliación individual sólo desde 1918. Sin embargo, a pesar del apoyo de James Maxton, el líder del Partido Laborista Independiente, el Partido Laborista decidió rechazar la afiliación a él del Partido Comunista. Incluso aunque buscaba la afiliación e influenciar en los militantes del Partido Laborista, sin embargo, el CPGB presentó candidatos propios a las elecciones parlamentarias. 
Tras el rechazo a su afiliación, el CPGB animó a sus militantes a unirse individualmente al Partido Laborista y lograr el aval electoral del mismo como candidatos o su ayuda para algunas candidaturas. Algunos comunistas, así, se convirtieron en candidatos del Partido Laborista, y en las elecciones generales de 1922, tanto Shapurji Saklatvala como Walton Newbold fueron elegidos diputados.

### Años 20 y 30
A finales de octubre de 1924 estalló el caso de la falsificada Carta Zinoviev. Destinada a sugerir que el Partido Comunista en Gran Bretaña estaba involucrado en actividades subversivas entre las fuerzas armadas y otros ámbitos, el propósito de la falsificación era estimular las posibilidades electorales del Partido Conservador en las elecciones generales del 29 de octubre de 1924. Fue probablemente obra del Servicio de Inteligencia Secreto (MI6) o de contrarrevolucionarios rusos blancos.
A lo largo de los años 20 y la mayor parte de los 30, el CPGB decidió mantener la doctrina de que un partido comunista debía consistir en cuadros revolucionarios y no estar abierto a todos los aspirantes a ser militantes. El CPGB, como sección británica de la Internacional Comunista, estaba comprometido en aplicar las decisiones del órgano superior al cual estaba subordinado.
Esto resultó tener ventajas e inconvenientes en la huelga general de 1926, inmediatamente antes de que gran parte de la dirección central del CPGB fuese encarcelada. Doce de sus miembros fueron acusados de "conspiración sediciosa". Cinco fueron encarcelados durante un año y otros durante seis meses. Otro importante problema para el partido fue su política de restar importancia a su propio papel e invitar al Consejo General del Trades Union Congress a desempeñar un papel revolucionario. 
Sin embargo, durante la propia huelga y durante la prolongada agonía de la subsiguiente huelga minera, los militantes del CPGB se situaron en primer plano defendiendo la misma e intentando desarrollar la solidaridad con los mineros. El resultado fue que la militancia del partido en las zonas mineras se incrementó enormemente a lo largo de 1926 y 1927. Muchas de estas ganancias se perderían durante el Tercer Periodo, aunque la influencia desarrollada en algunas zonas continuaría hasta la muerte del partido décadas más tarde. 
El CPGB tuvo éxito en crear una capa de militantes muy comprometida con el partido y su política, aunque su apoyo estaba concentrado en algunas ramas concretas de la producción, específicamente la industria pesada, el textil y la minería, y además tendía a estar concentrada también a escala regional, en las cuencas mineras, ciertas ciudades industriales como Glasgow y en el East End de Londres. En efecto, Maerdy, en el valle del Rhondda, junto a Chopwell, en Tyne y Wear, fueron dos de cierto número de comunidades conocidas como "Pequeño Moscú" por sus tendencias comunistas.
Pero este apoyo construido durante los primeros años de vida del partido fue puesto en peligro durante el Tercer Periodo, entre 1929 y 1932, siendo denominado de esa manera el periodo de renovado avance revolucionario apodado así por la ahora estalinizada) dirección de la Comintern. El resultado de esta política de "clase contra clase" fue que los partidos socialdemócratas y laboristas debían ser vistos como igual amenaza que los partidos fascistas, siendo por tanto descritos como "social-fascistas". Cualquier tipo de alianza con el "socialfascismo" quedaba obviamente prohibida.
El Tercer Periodo también significaba que el CPGB procuraría desarrollar sindicatos revolucionarios en rivalidad con los sindicatos existentes afiliados al Trades Union Congress. Se encontraron con una casi total falta de éxito, aunque se formaron un pequeño puñado de sindicatos "rojos", entre ellos un sindicato minero en Escocia y un sindicato de sastres en el Este de Londres. Arthur Horner, el líder comunista de los mineros galeses, rechazó los intentos para crear un sindicato similar en su ámbito.
Pero incluso aunque el Tercer Periodo fue, bajo todos los estándares convencionales, un fracaso político total, se trató del periodo "heroico" del comunismo británico y una de sus campañas sí tuvo impacto más allá de sus filas. Se trataba del Movimiento Nacional de Trabajadores Desempleados (NUWM) liderado por Wal Hannington. El creciente desempleo había originado un crecimiento sustancial en el número de militantes del PC, especialmente aquellos expulsados de la industria, falta de puestos de trabajo. Estas posibilidades, de las cuales Hannington, y Harry MacShane en el caso de Escocia, fueron emblemáticos, encontraron un destino en la construcción del NUWM, que desembocó en buen número de manifestaciones contra el desempleo durante los años 30. Aunque nacido durante el Tercer Periodo y la Gran Depresión, el NUWM fue un organismo principal de campaña también a lo largo del periodo del Frente Popular, siendo disuelto en 1941.
Tras la victoria de Adolf Hitler en Alemania, el Tercer Periodo fue abandonado por todos los partidos comunistas, mientras giraban hacia la política del Frente Popular. Esta política defendía que como el fascismo era el principal peligro para el movimiento obrero, este necesitaba aliarse con todas las fuerzas antifascistas, incluidos los partidos democráticos de derechas. En Gran Bretaña esta política se expresó a través de los esfuerzos del CPGB para forjar una alianza con el Partido Laborista e incluso con fuerzas a la derecha del laborismo.
En las elecciones generales de 1935, Willie Gallacher fue elegido como el primer parlamentario del Partido Comunista en seis años, y su primer diputado electo con la oposición del laborismo. Gallacher ganó el escaño de la circunscripción de West Fife, en Escocia, una región minera del carbón en la cual tenía un considerable apoyo. Durante los años 30, el CPGB se opuso a la política de apaciguamiento hacia la Alemania nazi y la Italia fascista del Gobierno conservador. Los militantes del partido jugaron un papel dirigente en la lucha en las calles contra la Unión Británica de Fascistas, liderada por Oswald Mosley, cuyos camisas negras intentaban emular a los nazis en acciones antisemitas en Londres y otras importantes ciudades británicas.

### De 1939 a 1956
Con el estallido de la Segunda Guerra Mundial en 1939, el CPGB continuó inicialmente apoyando la lucha en dos frentes (contra Chamberlain en casa y contra el nazi-fascismo fuera). Tras el Pacto Ribbentrop-Mólotov suscrito el 23 de agosto entre la Unión Soviética y Alemania, la Comintern cambió inmediatamente su posición. El partido británico se situó inmediatamente en línea, haciendo campaña por la paz, y describiendo la guerra como producto del imperialismo en ambos bandos, en la cual la clase obrera no debía tomar partido. Harry Pollitt y John Ross Campbell, editor del Daily Worker, se opusieron a esta política, por lo que ambos fueron cesados de sus responsabilidades en octubre de 1939. Pollitt fue sustituido por Rajani Palme Dutt. Desde 1939 hasta 1941, el CPGB fue muy activo apoyando huelgas y denunciando al Gobierno por su búsqueda de la guerra.
Sin embargo, cuando en 1941 la Unión Soviética fue invadida por Alemania, el CPGB dio inmediatamente marcha atrás a su postura y se declaró en favor de la guerra sobre la base de que ahora se había convertido en una guerra entre el fascismo y la Unión Soviética. Pollitt fue repuesto en su antigua posición como secretario del partido. De hecho, el apoyo comunista a la guerra fue tan vehemente que lanzaron una campaña por un Segundo Frente con el objetivo de apoyar a la URSS y acelerar la derrota de las Potencias del Eje. En la industria ahora se oponían a las acciones huelguísticas y apoyaban a los Comités Conjuntos de Producción, que apuntaban a incrementar la productividad, así como al Gobierno Nacional liderado por Winston Churchill (conservador) y Clement Attlee (laborista). Al mismo tiempo, dada la influencia de Palme Dutt en el partido, se puso mayor énfasis en la cuestión de la independencia de la India y otras colonias.
En las elecciones generales de 1945, el Partido Comunista obtuvo 103.000 votos y fueron elegidos dos comunistas como parlamentarios, Willie Gallacher regresaba y Phil Piratin era elegido por primera vez como diputado del Mile End del East End de Londres. Harry Pollitt se quedó a solo 972 votos de ganar el escaño de Rhondda Este. Ambos diputados comunistas, sin embargo, perdieron sus escaños en las elecciones generales de 1950. El partido estaba ansioso por demostrar su lealtad a la competitividad industrial británica como paso previo hacia el socialismo. En el 19.º Congreso, Harry Pollitt preguntó retóricamente: "¿Por qué necesitamos incrementar la producción?"; a lo que respondió: "Para pagar por lo que estamos obligados a importar. Para conservar nuestra independencia como nación."
La afiliación al partido alcanzó su cima en 1943, llegando a alrededor de 60.000 miembros. A pesar de presumir de algunos intelectuales de referencia, especialmente entre el Grupo de Historiadores del Partido Comunista, este era todavía minúsculo en comparación con sus homólogos europeos continentales. El Partido Comunista Francés, por ejemplo, tenía 800.000 militantes, y el Partido Comunista Italiano contaba con 1,7 millones. El partido intentó, sin éxito, afiliarse al Partido Laborista en 1935, 1943 y 1946.
En 1951 publicó un programa, La vía británica al socialismo (Britain’s Road to Socialism, BRS) (oficialmente adoptado en el 22.º Congreso, en abril de 1952), que defendía explícitamente la posibilidad de una transición pacífica al socialismo –pero solo después de que hubiera sido aprobado personalmente por el propio Stalin, según algunos historiadores–. La BRS permanecería como programa del CPGB hasta su disolución en 1991, aunque de forma modificada, siendo actualmente el programa del escindido Partido Comunista Británico.
Desde los años de la guerra hasta 1956, el CPGB estuvo en la cima de su influencia en el movimiento obrero, con muchos de los dirigentes sindicales entre sus militantes. No solo tuvo una inmensa influencia en el Sindicato Nacional de Mineros, sino que fue extremadamente influyente en el sindicato de electricistas y en el de metalúrgicos, el sindicato clave entre los obreros de cuello azul. Además, gran parte de la izquierda del Partido Laborista estaba fuertemente influenciada por el partido. Los disidentes eran pocos y era fácil tratar con ellos, siendo quizás el más notable Eric Heffer, el futuro diputado laborista que abandonó el partido a finales de los años 40.
La muerte de Stalin en 1953 y el levantamiento en Alemania del Este el mismo año tuvieron poca influencia directa sobre el CPGB, pero fueron precursores de lo que estaba por llegar. De mayor importancia fue el "Discurso Secreto" de Nikita Jrushchov en el 20.º Congreso del Partido Comunista de la Unión Soviética, en el cual denunciaba a Stalin. Según George Matthews, Jrushchov llegó a un acuerdo con el CPGB para aportar una donación secreta anual al partido de más de 100.000 libras en billetes usados. El descontento obrero en la Polonia de 1956 quebrantó no solo al CPGB, sino a muchos otros partidos comunistas. El CPGB experimentaría su mayor pérdida de militancia jamás conocida como resultado del aplastamiento por parte del Pacto de Varsovia de la Revolución húngara de 1956.: "Los acontecimientos de 1956… vieron la pérdida de entre una cuarta parte y un tercio de los miembros del partido, incluidos muchos intelectuales de referencia." Este acontecimiento fue cubierto inicialmente en el periódico del CPGB, el Daily Worker, por el corresponsal Peter Fryer, pero a medida que los episodios se desarrollaban los relatos eran rechazados. A su regreso a Gran Bretaña, Fryer abandonó el Daily Worker y fue expulsado del partido.

### Años 60 y 70: el declive del partido

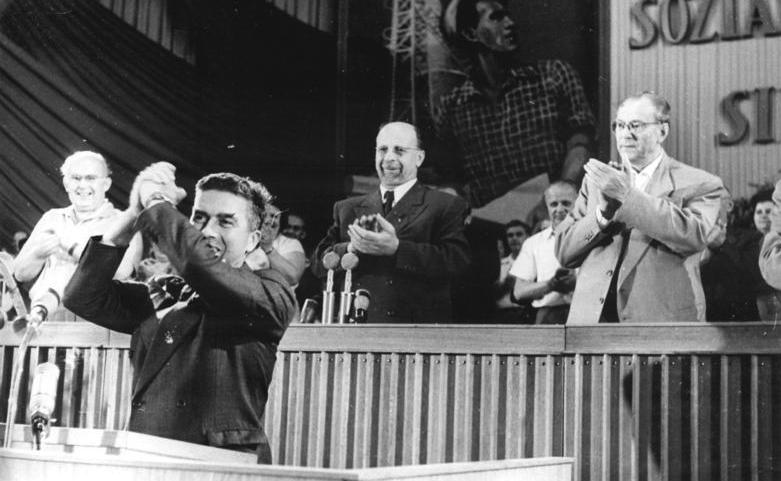
William Alexander, representando al Politburó del CPGB, recibe el aplauso del Presidium del 5.º Congreso del Partido Socialista Unificado de Alemania, Berlín Este, 16 de julio de 1958.

Tras los desastrosos sucesos de 1956, el partido funcionó de manera creciente como grupo de presión, buscando utilizar a su bien organizada base en el movimiento sindical para empujar al Partido Laborista hacia la izquierda. Los sindicalistas del partido en 1968 incluían a John Tocher, George Wake, Dick Etheridge y Cyril Morton (AEU); Mick McGahey, Arthur True y Sammy Moore (NUM); Lou Lewis (UCATT) y Max Morris (NUT). Ken Gill se convirtió en el primer dirigente del partido elegido en 1968 y el ex-comunista Hugh Scanlon fue elegido presidente del AEU con el apoyo de la Izquierda Amplia el año anterior, derrotando a Reg Birch, el candidato maoísta exmiembro del partido. La Izquierda Amplia ayudó a elegir a Ray Buckton (Aslef), Ken Cameron (FBU), Alan Sapper (ACTT) y Jack Jones (TGWU) en 1969. Gerry Pocock, organizador industrial adjunto, describía el departamento industrial como "un partido dentro de un partido", y el editor de "Marxism Today", James Klugmann, delegaba habitualmente en el organizador industrial Bert Ramelson en cuestiones de política.
La orientación del partido, no obstante, era hacia los dirigentes sindicales de izquierda, no hacia las bases. El historiador Geoff Andrews explica que 'era el papel de los delegados sindicales organizando las Izquierdas Amplias y los dirigentes sindicales influyentes lo que era la clave, más que organizar a las bases en desafío a las direcciones' y por lo que el partido se retiró de las organizaciones de base como el Building Workers’ Charter, y atacó las tácticas "trotskistas" en la disputa de Pilkington Glass en 1970.
No obstante, los esfuerzos del partido para crear una base electoral fracasaron repetidamente. Retuvo un puñado de concejalías en ayuntamientos diseminados a lo largo de Gran Bretaña, pero el único representante del CPGB en el Parlamento estaba en la Cámara de los Lores, obtenido cuando Wogan Philipps, 2.º Barón de Milford, hijo de un propietario de navíos y veterano militante del CPGB, heredó el título de Lord Milford cuando su padre falleció en 1963.
El Daily Worker fue renombrado The Morning Star en 1966. Al mismo tiempo el partido se vio crecientemente polarizado entre aquellos que buscaban mantener estrechas relaciones con la Unión Soviética y aquellos que procuraban convertir al partido en una fuerza independiente de Moscú.
La ruptura sino-soviética entre Moscú y Pekín en 1961 llevó a divisiones dentro de muchos partidos comunistas, pero hubo pocas simpatías pro-Pekín en el relativamente pequeño partido británico. Quizás el militante más conocido de la diminuta minoría de miembros del CPGB que se opusieron a la línea de Moscú fue Michael McCreery, que formó el Comité por la Derrota del Revisionismo, por la Unidad Comunista. Este minúsculo grupo abandonó el CPGB en 1963. El propio McCreery falleció en 1965 en Nueva Zelanda. Más tarde un grupo más significativo formado en torno a Reg Birch, un dirigente sindical metalúrgico, constituyó el Partido Comunista de Gran Bretaña (Marxista-Leninista). Al principio, este grupo apoyó la política del Partido Comunista de China.
Las divisiones en el CPGB en torno a la autonomía del partido respecto a Moscú alcanzó una crisis en 1968, cuando las fuerzas del Pacto de Varsovia intervinieron en Checoslovaquia. El CPGB, con los recuerdos de 1956 en la mente, respondió con cierta crítica muy leve hacia Moscú, rechazando calificar el hecho como una invasión, optando por el término "intervención". Tres días después de la invasión, John Gollan afirmó que "entendemos completamente la preocupación de la Unión Soviética por la seguridad del campo socialista… hablamos como sinceros amigos de la Unión Soviética".
Incluso esta respuesta provocó una pequeña escisión localizada por parte del denominado Grupo Appeal que en muchos aspectos fue un precursor de la escisión de 1977 que formó el Nuevo Partido Comunista. Desde esta época en adelante, los elementos más tradicionales del CPGB fueron conocidos como 'tankies' por sus opositores internos, debido a su apoyo a las fuerzas del Pacto de Varsovia. Otros militantes del partido se inclinaron crecientemente hacia las posiciones del eurocomunismo, que era la tendencia dirigente dentro de los importantes partidos comunistas de Italia y, más tarde, España. 
"A mediados de los 70 se vio a los gramscianos", por otra parte conocidos como eurocomunistas "tomar las posiciones dirigentes dentro del partido" Sue Slipman, miembro del Comité Ejecutivo en 1975 y del consejo editorial de "Marxism Today"; Jon Bloomfield, ex organizador estudiantil, se convirtió en secretario del distrito de las Tierras Medias Occidentales; Dave Cook se convirtió en organizador nacional en 1975; Pete Carter, relevante miembro del UCATT; Beatrix Campbell y Judith Hunt, parte activa en la Asesoría Nacional de Mujeres; Jacques, en el CE desde 1967 y sustituyendo a James Klugmann en "Marxism Today" en 1977; Sarah Benton fue una "herética" siendo partidaria del editor de "Comment"; críticos del pasado, como Eric Hobsbawm y Monty Johnstone, obtuvieron mayor influencia. 
El último resultado electoral sólido del CPGB fue en las elecciones generales de febrero de 1974 en la circunscripción de Dunbartonshire Central, donde el candidato Jimmy Reid obtuvo casi 6.000 votos. Sin embargo, este vigoroso resultado fue primordialmente un voto personal por Reid, que era un distinguido líder sindical local y consiguió mucho apoyo por su destacado papel en la lucha de los obreros de los astilleros de Upper Clyde, que había tenido lugar pocos años antes y era visto como alguien que había salvado puestos de trabajo locales. A nivel nacional, el nivel de votos del partido continuó su declive: según una broma coetánea, el CPGB en esta época perseguía la vía británica a los depósitos perdidos.
Los eurocomunistas del aparato del partido estaban comenzando a retar la autoridad de los organizadores sindicales. En el congreso de 1975, Dave Purdy propuso que el "el movimiento obrero debería declarar su voluntad de aceptar una restricción salarial voluntaria como contribución al éxito del programa y forma de facilitar la transición a una economía socialista", un desafío a la política de "negociación colectiva libre" del Departamento Industrial.
La creciente crisis en el partido también afectó a la credibilidad de su dirección, mientras los antiguos militantes veteranos e influyentes abandonaban sus filas. En 1976, tres de sus principales cuadros metalúrgicos dimitieron. Jimmy Reid, Cyril Morton y John Tocher eran todos miembros del Comité Político, jugando un papel crucial en determinar la orientación del partido. Como otro metalúrgico, Bernard Panter, que abandonó el partido unos meses antes que ellos, saltaban de un barco que se hundía.
Según el historiador oficial del partido, este periodo estuvo marcado por una creciente división entre los que practicaban una política cultural –fuertemente inspirada por los escritos de Antonio Gramsci y el poderoso departamento industrial del partido, que abogaba por una política de obrerismo militante.
La tendencia de la política cultural había dominado las juventudes del partido en los años 60 y era también poderosa en la sección estudiantil. Como tal, muchos de sus integrantes eran académicos o intelectuales profesionales (o en la visión de sus oponentes, fuera de la realidad y de clase media). Estaban influidos por el movimiento ecologista y especialmente por el feminista.
La otra tendencia era poderosa en los niveles superiores del movimiento sindical (aunque realmente pocos alcanzaron un alto nivel en los sindicatos) y a pesar del declive de militantes del partido, fueron capaces de conducir la política del TUC hacia la oposición contra la Industrial Relations Act. En la visión de sus oponentes en la tendencia cultural o eurocomunista, ellos estaban fuera de contacto con los cambios reales en las actitudes y vidas de la población trabajadora.
Mientras los años 70 progresaban y la militancia industrial declinaba ante el alto desempleo, las tensiones en el partido crecieron incluso cuando su afiliación continuaba decreciendo.

### 1977–1991: ruptura del partido
En 1977, el debate sobre el nuevo borrador de La vía británica al socialismo llevó al partido al punto de ruptura. Muchos de los anti-eurocomunistas decidieron que necesitaban formar su propio partido comunista anti-revisionista. Algunos especularon en aquel momento con que recibirían el respaldo de Moscú, pero aquel apoyo parece que no se materializó. El Nuevo Partido Comunista de Gran Bretaña se formó bajo la dirección de Sid French, que era secretario del importante PC del Distrito de Surrey, que tenía una sólida base en la metalurgia.
Otro grupo, liderado por Fergus Nicholson, permaneció en el partido y lanzó el periódico Straight Left. Esto sirvió como cauce para sus posiciones así como herramienta organizadora en su trabajo dentro del Partido Laborista. Nicholson había tomado parte anteriormente en el establecimiento de una fracción conocida como "Cláusula Cuarta" dentro del movimiento estudiantil laborista. Nicholson escribía bajo el pseudónimo de "Harry Steel", una combinación de los nombres de Stalin ("hombre de acero" en ruso) y Harry Pollitt. El grupo en torno a "Straight Left" ejerció una considerable influencia en el movimiento sindical, en la Campaña por el Desarme Nuclear y en el Movimiento Anti-Apartheid, así como entre algunos diputados laboristas.
Bajo la influencia de Eric Hobsbawm en el ala opuesta del partido, Martin Jacques se convirtió en el editor de la revista teórica del partido, "Marxism Today", y rápidamente promovió una significativa publicación de las opiniones eurocomunistas en el partido, y finalmente de las tendencias revisionistas en la izquierda liberal más amplia, en particular de la izquierda suave en torno a Neil Kinnock en el Partido Laborista. Aunque la circulación de la revista creció, seguía siendo un sumidero en las finanzas del pequeño partido.
Tan pronto como en 1983, Martin Jacques "pensó que el PC era irreformable… pero permaneció en él porque necesitaba su financiación para continuar publicando "Marxism Today". La convicción de Jacques de que el partido estaba acabado "supuso un desagradable choque para algunos de sus camaradas" como Nina Temple, quien "tan infeliz como el propio Jacques, permaneció solo por lealtad hacia Jacques."
En 1984 estalló una disputa larvada durante mucho tiempo entre la mayoría de la dirección y una fracción anti-eurocomunista (asociada con los activistas industriales y sindicales del partido) cuando el congreso del Distrito de Londres fue disuelto por insistir en otorgar plenos derechos a los camaradas que habían sido suspendidos de militancia por el Comité Ejecutivo. Después de que el secretario general clausurara el congreso, cierto número de militantes permanecieron en la sala (en la County Hall de South London) y celebró lo que fue, en la práctica, la reunión fundacional de un partido escindido, aunque la escisión formal no llegó hasta cuatro años después. Los miembros de la fracción minoritaria se dispusieron a crear una red de grupos de lectores del Morning Star y organismos similares, autodenominándose Grupo de Campaña Comunista. En 1988 estos elementos se escindieron formalmente del CPGB para organizar un nuevo partido conocido como Partido Comunista Británico. Esto fue considerado por muchos de los miembros de la fracción anti-eurocomunista, incluidos miembros de la Ejecutiva Nacional como Barry Williams, como la muerte del Partido. 
En 1991, cuando la Unión Soviética colapsó, la dirección eurocomunista del CPGB, liderada por Nina Temple, decidió disolver el partido, y constituir Izquierda Democrática, un think-tank de izquierdas más que un partido político. La propia Izquierda Democrática se disolvió en 1999, siendo reemplazada por New Politics Network, que a cambio se unificó con Charter 88 en 2007. Esta unificación formó Unlock Democracy, que estuvo implicada en la campaña por el Sí en el referéndum sobre la reforma electoral en el Reino Unido de 2011.
Algunos militantes escoceses formaron el Partido Comunista de Escocia, otros Izquierda Democrática de Escocia e Izquierda Democrática de Gales-Chwith Ddemocrataidd, que aún perviven. Los partidarios de The Leninist, que habían regresado al CPGB a comienzos de los años 80, declararon su intención de refundar el partido, y celebró una conferencia de emergencia en la que reclamó el nombre del partido. Actualmente son conocidos como el Partido Comunista de Gran Bretaña (Comité Central Provisional) y publican el Weekly Worker. No obstante, el Partido Comunista Británico es el Partido Comunista designado en el Reino Unido por la Comisión Electoral. En 2008, miembros del Partido de la Izquierda Europea, que integra a varios antiguos partidos comunistas oficiales de Europa, establecieron una sección británica no electoral.

## Resultados electorales
| Elecciones  | N.º votos | % votos | N.º escaños |
| ----------- | --------- | ------- | ----------- |
| 1922        | 30.684    | 0,2%    | 1           |
| 1923        | 34.258    | 0,2%    | 0           |
| 1924        | 51.176    | 0,2%    | 1           |
| 1929        | 47.554    | 0,2%    | 0           |
| 1931        | 69.692    | 0,3%    | 0           |
| 1935        | 27.177    | 0,1%    | 1           |
| 1945        | 97.945    | 0,4%    | 2           |
| 1950        | 91.765    | 0,3%    | 0           |
| 1951        | 21.640    | 0,1%    | 0           |
| 1955        | 33.144    | 0,1%    | 0           |
| 1959        | 30.896    | 0,1%    | 0           |
| 1964        | 46.442    | 0,2%    | 0           |
| 1966        | 62.092    | 0,2%    | 0           |
| 1970        | 37.970    | 0,1%    | 0           |
| 1974 (Feb.) | 32.743    | 0,1%    | 0           |
| 1974 (Oct.) | 17.426    | 0,1%    | 0           |
| 1979        | 16.858    | 0,1%    | 0           |
| 1983        | 11.606    | 0,0%    | 0           |
| 1987        | 6.078     | 0,0%    | 0           |

## Secretarios generales
| Período    | Secretario general |
| ---------- | ------------------ |
| 1920-1928  | Albert Inkpin      |
| 1929       | John Ross Campbell |
| 1929 -1939 | Harry Pollitt      |
| 1939-1941  | Rajani Palme Dutt  |
| 1941-1956  | Harry Pollitt      |
| 1956-1975  | John Gollan        |
| 1975-1990  | Gordon McLennan    |
| 1990-1991  | Nina Temple        |

## Congresos
| Año  | Congreso             | Lugar                             | Fecha                          |
| ---- | -------------------- | --------------------------------- | ------------------------------ |
| 1920 | Congreso Fundacional | Londres                           | 31 de julio–1 de agosto        |
| 1921 | 2.º Congreso         | Leeds                             | 29–30 de enero                 |
| 1921 | 3.eɽ Congreso        | Mánchester                        | 23–24 de abril                 |
| 1922 | 4.º Congreso         | St Pancras Town Hall, Londres     | 18–19 de marzo                 |
| 1922 | 5.º Congress         | Battersea Town Hall, Londres      | 7–8 de octubre                 |
| 1924 | 6.º Congreso         | Caxton Hall, Salford              | 16–18 de mayo                  |
| 1925 | 7.º Congreso         | St Mungo Hall, Glasgow            | 30 de mayo–1 de junio          |
| 1926 | 8.º Congreso         | Battersea Town Hall, Londres      | 16–17 de octubre               |
| 1927 | 9.º Congreso         | Caxton Hall, Salford              | 8–10 de octubre                |
| 1929 | 10.º Congreso        | Londres                           | 19–22 de enero                 |
| 1929 | 11.º Congreso        | Leeds                             | 30 de noviembre–3 de diciembre |
| 1932 | 12.º Congreso        | Londres                           | 12–15 de noviembre             |
| 1935 | 13.eɽ Congreso       | Mánchester                        | 2–5 de febrero                 |
| 1937 | 14.º Congreso        | Londres                           | 29–31 de mayo                  |
| 1938 | 15.º Congreso        | Birmingham                        | 16–19 de septiembre            |
| 1943 | 16.º Congreso        | Londres                           | 3–4 de octubre                 |
| 1944 | 17.º Congreso        | Londres                           | 28–29 de octubre               |
| 1945 | 18.º Congreso        | Londres                           | 24–26 de noviembre             |
| 1947 | 19.º Congreso        | Londres                           | 22–24 de febrero               |
| 1948 | 20.º Congreso        | Londres                           | 21–23 de febrero               |
| 1949 | 21.eɽ Congreso       | Liverpool                         | 26–28 de noviembre             |
| 1952 | 22.º Congreso        | Londres                           | 11–14 de abril                 |
| 1954 | 23.eɽ Congreso       | Londres                           | 16–19 de abril                 |
| 1956 | 24.º Congreso        | Battersea Town Hall, Londres      | 30 de marzo–2 de abril         |
| 1957 | 25.º Congreso        | Hammersmith Town Hall, Londres    | 19–22 de abril                 |
| 1959 | 26.º Congreso        | St Pancras Town Hall, Londres     | 27–30 de marzo                 |
| 1961 | 27.º Congreso        | St Pancras Town Hall, Londres     | 31 de marzo–3 de abril         |
| 1963 | 28.º Congreso        | Londres                           | 12–15 de abril                 |
| 1965 | 29.º Congreso        | Camden Town Hall, Londres         | 27–30 de noviembre             |
| 1967 | 30.º Congreso        | Camden Town Hall, Londres         | 25–28 de noviembre             |
| 1969 | 31.eɽ Congreso       | Camden Town Hall, Londres         | 15–18 de noviembre             |
| 1971 | 32.º Congreso        | Camden Town Hall, Londres         | 13–16 de noviembre             |
| 1973 | 33.eɽ Congreso       | Camden Town Hall, Londres         | 10–12 de noviembre             |
| 1975 | 34.º Congreso        | Camden Town Hall, Londres         | 15–18 de noviembre             |
| 1977 | 35.º Congreso        |                                   | 12–15 de noviembre             |
| 1979 | 36.º Congreso        | St Pancras Assembly Room, Londres | 10–13 de noviembre             |
| 1981 | 37.º Congreso        |                                   | 14–17 de noviembre             |
| 1983 | 38.º Congreso        |                                   | 12–15 de noviembre             |
| 1985 | 39.º Congreso        |                                   | 18–20 de mayo                  |
| 1987 | 40.º Congreso        |                                   | 14–17 de noviembre             |
| 1989 | 41.eɽ Congreso       |                                   | 25–28 de noviembre             |
| 1990 | 42.º Congreso        |                                   | 8–9 de diciembre               |
| 1991 | 43.eɽ Congreso       | Congress House, Londres           | 22–24 de noviembre             |

## Militantes destacados
- David Aaronovitch
- Sam Aaronovitch
- Kingsley Amis
- Robert Page Arnot
- Mark Ashton
- George Alfred Barnard
- Joan Beauchamp
- Kay Beauchamp
- Tom Bell
- Alfreda Benge
- Leila Berg
- J. D. Bernal
- Bill Bland
- Anthony Blunt
- Jim Bollan
- Edith Bone
- Bessie Braddock
- Noreen Branson
- Peter Brearey
- Maurice Brinton
- Beatrix Campbell
- John Ross Campbell
- Christopher Caudwell
- Bernard Coard
- Ken Coates
- Rose Cohen
- Robert Conquest
- John Cornford
- Maurice Cornforth
- Bob Crow
- Jack Dash
- Edmund Dell
- George Derwent Thomson
- Mary Docherty
- Rajani Palme Dutt
- Ben Fine
- Stewart Farrar
- Peter Fryer
- Gerry Gable
- Willie Gallacher
- Green Gartside
- David Gascoyne
- Percy Glading
- Robert Griffiths
- J. B. S. Haldane
- Wal Hannington
- Jock Haston
- Denis Healey
- Gerry Healy
- Eric Heffer
- Margot Heinemann
- Mike Hicks
- Jim Higgins
- Christopher Hill
- Jeanne Hoban
- Eric Hobsbawm
- David Holbrook
- Malcolm Hulke
- Douglas Hyde
- Albert Inkpin
- Thomas A. Jackson
- Martin Jacques
- Lewis Jones
- Pat Jordan
- Luke Kelly
- Helena Kennedy
- Pieter Keuneman
- James Klugmann
- Charles Lahr
- John Lawrence
- Sanzo Nosaka
- Doris Lessing
- John Lewis
- Jack Lindsay
- James Litterick
- Ewan MacColl
- Hugh MacDiarmid
- Arthur MacManus
- Mick McGahey
- Claude McKay
- Gordon McLennan
- Harry McShane
- Cecil L'Estrange Malone
- John Manifold
- Tom Mann
- Carl Marzani
- William Mellor
- Ivor Montagu
- A. L. Morton
- Iris Murdoch
- J. T. Murphy
- Andrew Murray
- David Nicholson
- Walton Newbold
- Sylvia Pankhurst
- William Paul
- Wogan Philipps
- Phil Piratin
- Harry Pollitt
- Raymond Postgate
- Annie Powell
- Tom Quelch
- Bert Ramelson
- Jimmy Reid
- John Reid
- Al Richardson
- Edgell Rickword
- Michael Roberts
- Archibald Robertson
- Robert Robson[34]
- Andrew Rothstein
- Ralph Russell
- William Rust
- Shapurji Saklatvala
- Raphael Samuel
- John Saville
- Hugh Scanlon
- Alfred Sherman
- Derek Simpson
- Cliff Slaughter
- Sue Slipman
- John Maynard Smith
- Michael John Smith
- John Sommerfield
- Ken Sprague
- Hedi Stadlen
- Randall Swingler
- Tilda Swinton
- A. J. P. Taylor
- Michael Tippett
- E. P. Thompson
- Alan Thornett
- Dona Torr
- Philip Toynbee
- David Triesman
- Edward Upward
- Freda Utley
- Sarah Wesker
- Harry Wicks
- Ellen Wilkinson
- Raymond Williams
- Tom Wintringham
- Robert Wyatt

## Tankie
Tankie fue un término peyorativo referido a aquellos miembros del Partido Comunista de Gran Bretaña que siguieron la línea política del Kremlin, respaldando el aplastamiento de las rebeliones en Hungría y posteriormente en Checoslovaquia por parte de los tanques soviéticos; o más ampliamente, a aquellos que mantuvieron posiciones prosoviéticas tradicionales.
El término generó una frase hecha para los miembros del ala dura del Partido Comunista británico. El periodista Peter Paterson preguntó al dirigente del sindicato AEU Reg Birch sobre su elección como miembro del Ejecutivo del CPGB tras la invasión húngara:
"Cuando le pregunta cómo fue posible que se situase con los 'tankies', así llamados por el uso de tanques rusos para reprimir la revuelta, afirmó que 'ellos querían un sindicalista que pudiese soportar Hungría, y yo encajé la factura'."